# Трусовы
Трусовы — боярский и дворянские роды.
При подаче документов (19 мая 1686) для внесения рода в Бархатную книгу, была предоставлена родословная роспись Трусовых.
Род Трусовых, разделившийся на несколько ветвей, внесён в родословные книги Владимирской, Воронежской, Казанской, Новгородской, Подольской, Псковской, Рязанской, Санкт-Петербургской, Тульской и Ярославской губерний. Боярский род Трусовых внесён в Бархатную Книгу.

## Происхождение и история рода
Есть две фамилии Трусовых:
1. Потомки Кирилла Фёдоровича Воробья, сына Фёдора Ивановича, по прозванию Шевляга, брата боярина Андрея Ивановича Кобылы (1347) (в гербовник не внесены).
2. Леонтий Анисимович Трусов, возведённый в дворянское достоинство (1741)[4].

По сказаниям старинных родословцев, «из Пруския земли» на Русь выехал Фёдор Иванович Шевляга (брат Андрея Ивановича Кобылы — родоначальника царственного рода Романовых, Шереметевых, Епанчиных и др.) с потомством. Этот переезд на Русь произошёл не сразу, а в течение ряда лет, с конца XIII века до первой четверти XIV века От Шевляги пошли: Трусовы, Воробины, Деревлёвы, Грабежевы и Мотовиловы. Праправнук Шевляги, Матвей Александрович Воробин по прозвищу Трус, был родоначальником Трусовых.  Опричником Ивана Грозного числился Третьяк Трусов (1573).
В XVII веке многие Трусовы служили стольниками и стряпчими.
Есть еще один род Трусовых, происходящий от лейб-компанца, Леонтия Трусова, участника дворцового переворота 1741 года, приведшего на трон Елизавету Петровну, за что и был награждён последней дворянским достоинством в 1741 г.

## Описание герба
Щит разделён перпендикулярно на две части, в правой в чёрном поле между тремя серебряными звёздами находится золотое стропило, с означенными на нём тремя горящими гранатами. В левой части в зелёном поле серебряная шпага и по сторонам её два серебряных полумесяца, обращённые рогами, а шпага остриём вверх.
Щит увенчан дворянским шлемом, на котором наложена Лейб-Компании Гренадерская шапка со страусовыми перьями красного и белого цвета, и по сторонам этой шапки видны два чёрные орлиные крыла с тремя на каждом серебряными звёздами. Намёт на щите зелёного и чёрного цвета, подложен серебром и золотом (Гербовник, III, 118).

## Известные представители
- Трусов Андрей Григорьевич - воевода в Романове на Волге (1614-1617), в Устюге-Великом (1619).
- Трусов Вельямин - воевода в Острове (1616-1619).
- Трусов Михаил Михайлович - воевода в Ряжске (1618-1619), в Боровске (1620-1626), московский дворянин (1627-1640),
- Трусовы: Леонтий Иванивич, Афанасий Андреевич - стольники патриарха Филарета (1627-1629).
- Трусов Сергей Андреевич - патриарший стольник (1627-1629), московский дворянин (1640-1677).
- Трусов Фёдор Андреевич - патриарший стольник (1627-1629), стряпчий (1640). московский дворянин (1640).
- Трусов Кузьма Андреевич - стряпчий с платьем (1627-1629), стряпчий (1636), московский дворянин (1636-1668), воевода в Тотьме (после 1653).
- Трусов Фёдор кузьмин - стряпчий (1658-1668), московский дворянин (1671-1677).
- Трусов Пётр - воевода в Михайлове (1664-1665).
- Трусов Михаил Васильевич - стольник царицы Прасковьи Фёдоровны (1686-1692).
- Трусовы: Пётр и Иван Васильевичи - стольники царицы Евдокии Фёдоровны (1692).
- Трусовы: Иван Петрович, Григорий Фёдорович, Фёдор и Иван Богдановичи - стряпчие (1692).
- Трусовы: Фёдор Петрович, Михаил Сергеевич, Василий Кузьмин - стольники (1680-1692)[6][7].
- Трусов - капитан Севского пехотного полка, погиб при Березине (14-15 и 26 ноября 1812), его имя занесено на стену храма Христа Спасителя в г. Москва[4].